# Andrew Walker (Schauspieler)

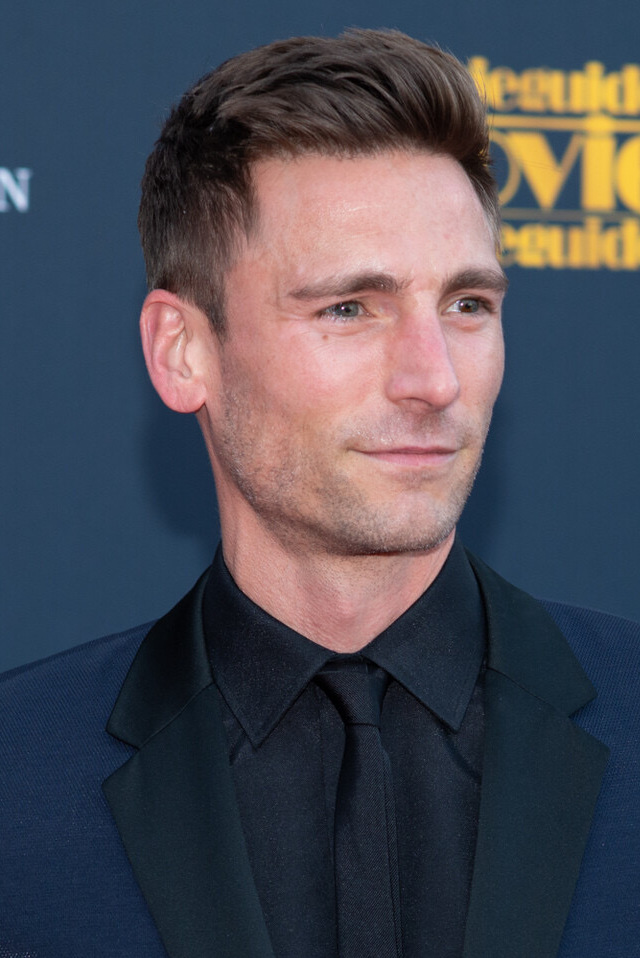
Andrew Walker (2020)

Andrew W. Walker (* 9. Juni 1979 in Montréal, Québec) ist ein kanadischer Schauspieler.

## Leben
Walker spielte bereits in der Grundschule in Theaterstücken. Mit 15 Jahren war er in seinen ersten Fernsehrollen u. a. in Amanda und Betsy zu sehen. Er besuchte das Vanier College in Montreal und wollte ursprünglich Profifootballer werden. Bereits während seiner Highschoolzeit spielte er in diversen Vereinen in West Island. Auf dem College konnte er im dortigen Team neue Footballrekorde aufstellen. Ihm wurde ein Stipendium fürs Boston College angeboten. Allerdings zog er sich in der letzten Saison am Vanier College einen Kreuzbandriss zu und musste daher die Footballkarriere und auch das Stipendium aufgeben. Nachdem Walker die Rolle des Prinzen William in Zurück nach Sherwood Forest erhalten hatte, zog er nach Los Angeles.
2006 wurde er auf dem kanadischen Whistler Film Festival mit einem Preis in der Borsos Competition in der Kategorie Best Performance für seine Rolle im Film Steel Toes ausgezeichnet.

## Filmografie (Auswahl)
- 1997–1999: Student Bodies (Fernsehserie, zehn Folgen)
- 1999: Heimlicher Pakt (The Secret Pact)
- 1999: Zurück nach Sherwood Forest (Back to Sherwood, Fernsehserie, Folge 1x08)
- 1999–2001: Radio Active (Fernsehserie, 52 Folgen)
- 2001: The Score
- 2001–2002: Meine Familie – Echt peinlich (Maybe It’s Me, Fernsehserie, 22 Folgen)
- 2002–2003: Sabrina – Total Verhext! (Sabrina, the Teenage Witch, Fernsehserie, zehn Folgen)
- 2005: Das Doppelleben des Sam Brooks (Lies and Deception, Fernsehfilm)
- 2006: Cuts (Fernsehserie, fünf Folgen)
- 2006: 10.5 – Apokalypse (10,5: Apocalypse, Miniserie, zwei Folgen)
- 2006: The Beach Party at the Threshold of Hell
- 2007: Das Komplott – Abducted (Abducted: Fugitive for Love, Fernsehfilm)
- 2007: Stahlkappen (Steel Toes)
- 2008: Fast Track: No Limits
- 2011: Way of the West (The Mountie)
- 2011: Against the Wall (Fernsehserie, elf Folgen)
- 2012: Eine Braut zu Weihnachten (A Bride for Christmas, Fernsehfilm)
- 2012: Santa & Mrs. Claus (Finding Mrs. Claus, Fernsehfilm)
- 2013: Das Penthouse (Penthouse North)
- 2014: Janette Oke: Die Coal Valley Saga (When Calls the Heart, Fernsehserie, zwei Folgen)
- 2014: 2 Bedroom 1 Bath
- 2014: Wedding Planner Mystery (Fernsehfilm)
- 2015: Ein Bräutigam zu viel (Bridal Wave, Fernsehfilm)
- 2015: Stalker (Fernsehserie, Folge 1x15)
- 2015: Kept Woman – Die Gefangene (Kept Woman)
- 2015: Loaded
- 2015: Weihnachten Undercover (Debbie Macomber’s Dashing Through the Snow, Fernsehfilm)
- 2016: Appetite for Love (Fernsehfilm)
- 2016: Date with Love (Fernsehfilm)
- 2016: Deadly Signal
- 2016: A Dream of Christmas (Fernsehfilm)
- 2018: Im Zweifel für die Liebe (My Secret Valentine, Fernsehfilm)
- 2019: Süße Weihnachten (Merry & Bright, Fernsehfilm)
- 2019: Nur noch Weihnachten im Kopf (Christmas on My Mind, Fernsehfilm)
- 2020: Sweet Autumn – Süßer Herbst (Sweet Autum, Fernsehfilm)
- 2021: My Christmas Family Tree – Mein Weihnachts-Stammbaum (My Christmas Family Tree, Fernsehfilm)
- 2022: A Maple Valley Christmas (Fernsehfilm)
- 2022: Drei Weihnachtsmänner und ein Baby (Three Wise Men and a Baby, Fernsehfilm)
- 2023: A Safari Romance (Fernsehfilm)
- 2023: Christmas Island (Fernsehfilm)